# Kapellen (Anvers)
Pour les articles homonymes, voir Kapellen.
Kapellen (orthographe officielle en français comme en néerlandais, anciennement également Cappelen) est une commune néerlandophone de Belgique dans la région géographique de la Campine. Administrativement elle est située en Région flamande dans la province d'Anvers.
Kapellen compte plus de 27 000 habitants et comprend plusieurs quartiers et hameaux : Kapellen-Centre, Putte-Kapellen, Kapellenbos, Essenhout, Hoogboom et Zilverenhoek. La ville présente un caractère résidentiel avec des villas dans des parcs arborés et divers beaux châteaux.

## Héraldique
|  | La commune possède des armoiries qui lui ont été octroyées le 29 juillet 1963 et confirmées le 13 octobre 1993. Elles sont dérivées des armoiries d'Ekeren. Kapellen a appartenu à Ekeren jusqu'en 1801. Derrière l'écu se trouve saint Jacques le Majeur, le saint patron de la ville. Il tient dans sa main une petite église, symbolisant la chapelle Hoogenschoot de la commune. Blasonnement : D'azur à trois chaudrons d'or. L'écu placé devant un saint Jacques le Majeur comme un pèlerin, tenant une chapelle à gauche, tout d'or. (Traduction libre) Source du blasonnement : Heraldy of the World. |

## Géographie

### Communes limitrophes
| Woensdrecht (Pays-Bas) | Kalmthout | Wuustwezel |
| Stabroek               | Kapellen  | Brasschaat |
|                        | Anvers    |            |

## Démographie

### Évolution démographique
Graphe de l'évolution de la population de la commune.
- Source : DGS - Remarque: 1806 jusqu'à 1981=recensement; depuis 1990=nombre d'habitants chaque 1er janvier[3]
- 1990: en 1982 la commune de Ekeren est scindée en deux, une partie revenant à Kalmthout augementant ainsi sensiblement le nombre d'habitants, l'autre partie devenant une section de la ville d'Anvers.

## Personnalités nées à Kapellen
- Eric Walter Elst (1936-2022), astronome ;
- Karin Borghouts (1955- ), photographe ;

- Els Dietvorst (1964- ), artiste ;
- Thomas Vermaelen (1985- ), footballeur ;
- Mathieu van der Poel (1995- ), coureur cycliste néerlandais.